# Bezpieczeństwo człowieka
Bezpieczeństwo człowieka (jednostki ludzkiej) – zajmuje się obroną człowieka, jako jednostki, zapewnia mu poczucie bezpieczeństwa, co odróżnia je od bezpieczeństwa narodowego, które traktuje człowieka jako część zbiorowości i koncentruje się na obronie kraju przed zagrożeniami militarnymi i niemilitarnymi.
Kamieniem milowym w dziedzinie bezpieczeństwa jednostki jest Raport o Rozwoju Społecznym z 1994 opublikowany przez urząd Programu Narodów Zjednoczonych ds. Rozwoju. Zauważono w nim, że najlepszą drogą do rozwiązania problemu globalnego zagrożenia jest wzbudzenie w każdym człowieku poczucia wolności od niedostatku i wolności od strachu.
Zasięg globalnego bezpieczeństwa powinien objąć zagrożenia w siedmiu obszarach:
- Bezpieczeństwo ekonomiczne – zapewnienie podstawowych dochodów umożliwiających przetrwanie
- Bezpieczeństwo żywnościowe – zapewnienie w każdej chwili ma dostępu do podstawowej żywności
- Bezpieczeństwo zdrowotne – zapewnienie minimalnej ochrony przed chorobami i niezdrowym stylem życia[1]
- Bezpieczeństwo ekologiczne – zapewnienie ochrony przed krótko i długoterminowymi zniszczeniami spowodowanymi siłami natury
- Bezpieczeństwo osobiste – zapewnienie ochrony przed wszelkiego rodzaju przemocą fizyczną
- Bezpieczeństwo więzi społecznych – zapewnienie ochrony mniejszościom przed szeroko rozumianą przemocą o podłożu religijnym i etnicznym
- Bezpieczeństwo polityczne – zapewnienie powszechnego poszanowania i przestrzegania praw człowieka, w tym zakresie jego prawa do rzetelnej informacji publicznej oraz prawa do posiadania własnych poglądów politycznych

Według Human Security Gateway w ciągu ostatnich stu lat znacznie więcej ludzi zmarło w wyniku bezpośrednich lub pośrednich działań rządów i sił rebeliantów w wojnach domowych, niż zostało zabitych przez inwazje obcych wojsk. Działając w imię bezpieczeństwa narodowego, rządy często stwarzają znaczące zagrożenie dla bezpieczeństwa jednostki. Dlatego należy dążyć do równowagi między bezpieczeństwem narodowym a bezpieczeństwem ludzkim. To drugie powinno się traktować, jako gałąź pierwszego.